# 1846年4月25日日食
1846年4月25日日食为一次在协调世界时1846年4月25日出現的全環食。該次日食食分為1.0088，食甚維持0分53秒。

## 概述
這次日食的食分是1.0088，全環食維持0分53秒。

## 基本參數
- 類型：全環食
- 食甚資料：
  - 日期：1846年4月25日
  - 時間：16時50分30秒
  - 地點：25N 76W
  - 食分：1.0088
  - 日全環食持續時間：0分53秒

## 外部連結
- NASA日食專頁（页面存档备份，存于）（英文）